# My Big Fat Greek Wedding 2
My Big Fat Greek Wedding 2 ist eine romantische Filmkomödie von Regisseur Kirk Jones aus dem Jahr 2016. Die Produktion ist eine Fortsetzung der im Jahr 2002 veröffentlichten Independent-Komödie My Big Fat Greek Wedding – Hochzeit auf griechisch. 2023 erschien die Fortsetzung My Big Fat Greek Wedding – Familientreffen.

## Handlung
Toula hilft ihren Eltern bei der Bewältigung des Alltages und im Restaurant. Das Reisebüro, in dem sie früher gearbeitet hat, ist geschlossen. Paris, die Tochter von Toula und Ian, ist inzwischen 17 Jahre alt. Um ihrer aufdringlichen Familie zu entgehen, droht sie damit, sich an einer weit entfernten Universität zu bewerben.
Unterdessen versucht Großvater Gus nachzuweisen, dass er von Alexander dem Großen abstammt. Dabei stellt er fest, dass seine Heiratsurkunde aus dem Jahr 1963 nicht unterschrieben und die Ehe mit seiner Frau Maria damit nicht gültig ist. Maria weigert sich jedoch, kurzfristig zum Priester zu gehen, um die Eheschließung nachzuholen, da sie einen ordentlichen Heiratsantrag von Gus erwartet. Gus weigert sich jedoch, seiner Frau einen Heiratsantrag zu machen.
Tante Voula fordert Toula auf, wieder etwas Romantik in ihre Ehe mit Ian zu bringen, was die beiden dann auch tun. Bei einem Techtelmechtel im Auto werden Toula und Ian jedoch von Gus überrascht.
Als Gus mit einer blockierten Hüfte in der Badewanne festsitzt, versucht die Familie zunächst, ihn dort selbst zu befreien, Toula ruft dann aber doch den Notarzt. Als Gus gerade auf der Rettungstrage weggebracht wird, macht er Maria dann doch einen Heiratsantrag. Maria beginnt daraufhin, eine richtig große Hochzeit zu planen. Nachdem die Hochzeitsplanerin gestresst von der großen Familie den Job hinwirft, droht die Hochzeit zu platzen und die Familie übernimmt die Planung und Ausrichtung der Hochzeit.
Eines Tages erhält Paris eine Platzzusage von der Northwestern University in Chicago und der NYU in New York City. Paris entscheidet sich zunächst für die Northwestern University. Später entscheidet sie sich jedoch für New York. Paris traut sich, ihren Mitschüler Bennett nach einem Date für den Abschlussball zu fragen, und erhält eine Zusage. Auf dem Weg zum Abschlussball stellt Paris überrascht fest, dass Bennett ebenfalls Grieche ist.
Die Kinder von Gus und Maria lassen als Überraschung für ihren Vater dessen Bruder Panos aus Griechenland als Hochzeitsgast einfliegen. Kurz vor der Trauung in der Kirche bekommt Maria Zweifel, ob sie Gus tatsächlich heiraten soll, Panos kann sie jedoch überzeugen, dass Gus sie immer noch genauso liebt wie vor 50 Jahren bei ihrer ersten Hochzeit. Gus und Maria heiraten.

## Hintergrund
Ende Mai 2014 wurde erstmals berichtet, dass Hauptdarstellerin Nia Vardalos das Drehbuch für ein Sequel ausgearbeitet habe. Regisseur Kirk Jones übernahm die Regie.

### Synchronisation
Die deutsche Synchronfassung entstand bei der FFS Film- & Fernseh-Synchron, Berlin. Marius Clarén schrieb das Dialogbuch und Cay-Michael Wolf führte Regie.
| Rolle                   | Darsteller          | Synchronsprecher    |
| ----------------------- | ------------------- | ------------------- |
| Toula Portokalos-Miller | Nia Vardalos        | Claudia Lehmann     |
| Ian Miller              | John Corbett        | Charles Rettinghaus |
| Paris Miller            | Elena Kampouris     | Lina Rabea Mohr     |
| Gus Portokalos          | Michael Constantine | Mogens von Gadow    |
| Maria Portokalos        | Lainie Kazan        | Ulrike Lau          |
| Tante Voula             | Andrea Martin       | Martina Treger      |
| Onkel Taki              | Gerry Mendicino     | Axel Lutter         |
| Nick Portokalos         | Louis Mandylor      | Tobias Lelle        |
| Mike                    | Ian Gomez           | Udo Schenk          |
| Bennett                 | Alex Wolff          | Patrick Baehr       |
| George                  | John Stamos         | Felix Spieß         |
| Anna                    | Rita Wilson         | Claudia Kleiber     |
| Angelo                  | Joey Fatone         | Christian Rudolf    |
| Nikki                   | Gia Carides         | Rosa Maria Hoffmann |

## Kritiken
Antje Wessels von Filmstarts urteilte, dass My Big Fat Greek Wedding 2 wie schon der erste Teil „mit der Liebe zu den Figuren und der hervorragenden Chemie zwischen den Schauspielern“ punkte. Der Film stehe mit seinem „sanft-gefälligen, äußerst braven Humor in deutlichem Kontrast zu derben Zotenparaden“ und wirke „in der Komödienlandschaft Hollywoods stärker noch als damals der Vorgänger fast wie ein Fremdkörper“. Wessels befand überdies, dass die Produktion mit ihrem oft zwischen den Zeilen abspielenden Alltagshumor eher an europäische Werken wie Ziemlich beste Freunde (2011) und Monsieur Claude und seine Töchter (2014) erinnere, die auf Witze unterhalb der Gürtellinie und Slapstick verzichteten und stattdessen „Humor in den ganz normalen Irrungen und Wirrungen des Familienlebens“ fänden. Die Zeitschrift Cinema bezeichnete My Big Fat Greek Wedding 2 als „bemerkenswert altmodischen Film“ sowie „harmlosen Kinospaß, der selbst in seinen frivolsten Momenten erstaunlich bieder“ daherkomme. Der Film wirke „über weite Strecken wie eine Kopie des ersten Teils“, doch der Humor der Komödie erschöpfe sich „allzu oft in vertrauten Klischees“. In seiner Rezension für Deutschlandradio deklarierte Hans-Ulrich Pönack die Komödie als „Lebenszeit-Verschwendung“. Der Film sei „viel zu bunt und trotzdem verstaubt – mit aufgeregt vorgetragenen Nichtigkeiten“ und bestätige, warum „TV-Serien heute so einen riesigen Zulauf“ verbuchten. Der Filmdienst nannte My Big Fat Greek Wedding 2 eine „lärmige Fortsetzung“, „die nun nicht mehr um Multi-Kulti-Probleme, sondern um den griechischen Immigranten-Kosmos sowie dessen fehlenden Bezug zur US-amerikanischen Realität“ kreise. Dabei setze sie „auf gespielte Witze“ und parodiere „griechisch-amerikanische Klischees“, beschränke sich jedoch weitgehend „auf die Wiederholung des stets Gleichen“.